# Prosus
Prosus is een multinationaal mediaconglomeraat. Het is ontstaan door een afsplitsing van diverse activiteiten van Naspers, het grootste mediaconglomeraat van Afrika. Alleen de activiteiten in Zuid-Afrika zijn bij Naspers achtergebleven. Naspers is de grootste aandeelhouder van Prosus. De aandelen van Prosus staan sinds 11 september 2019 genoteerd aan de Amsterdamse effectenbeurs.

## Activiteiten
De activiteiten van Prosus zijn direct afkomstig van het moederbedrijf Naspers. Deze heeft diverse activiteiten buiten Zuid-Afrika ondergebracht in Prosus en dit bedrijfsonderdeel heeft een eigen beursnotering gekregen in Amsterdam. Veruit het grootste bezit van Prosus is een minderheidsbelang van 23,5% in Tencent, een Chinees internetbedrijf. Verder heeft het 27,4% van de aandelen Delivery Hero. Prosus heeft ook veel belangen in andere bedrijven die net zijn opgericht en vaak nog met verlies draaien.
Het bedrijf heeft een gebroken boekjaar dat loopt tot 31 maart. In 2018-2019 behaalde het een eigen omzet van US$ 2,6 miljard maar na aftrek van kosten was het bedrijfsresultaat 418 miljoen negatief. Het bedrijfsresultaat was negatief mede omdat veel bedrijven nog in een opstart fase zitten en verlies lijden. De nettowinst was wel positief en bedroeg US$ 4,3 miljard omdat de investeringen in minderheidsbelangen US$ 3,4 miljard opleverden en incidentele resultaten nog eens US$ 1,6 miljard. De belangrijkste winstbijdrage was afkomstig van Tencent. Omdat Prosus hierin een minderheidsbelang heeft, wordt dit bedrijf niet geconsolideerd en alleen het aandeel in de nettowinst van Tencent in de resultaten van Prosus opgenomen.
In oktober 2019 bracht Prosus een bod uit ter waarde van zo'n 4,9 miljard pond (€ 5,7 miljard) op de Britse maaltijdbezorger Just Eat. Dit was 20% meer dan het bod van het Nederlandse Takeaway.com op Just Eat. Takeaway had in juli al een akkoord bereikt met Just Eat en het bestuur van Just Eat had ook een voorkeur voor het bod van Takeaway. Op 9 december verhoogde Prosus zijn bod naar 740 pence per aandeel of € 6,1 miljard, het oude bod stond op 710 pence. Ondanks het verhoogde bod slaagde Prosus er niet in Just Eat over te nemen. In januari 2020 stemden de aandeelhouders van Takeaway en Just Eat in met het fusievoorstel.
In juni 2021 werd bekend dat het Stack Overflow gaat kopen voor zo'n US$ 1,8 miljard. Stack Overflow is een platform voor het delen van kennis tussen ontwikkelaars en programmeurs.
Op 19 augustus 2022 bereikte Prosus overeenstemming over de koop van het Just Eat Takeaway aandelenbelang van 33% in iFood voor maximaal € 1,8 miljard. Just Eat Takeaway ontving minimaal € 1,5 miljard en daar kon € 300 miljoen extra bijkomen als de prestaties van iFood in de komende 12 maanden goed bleven. Dit laatste bedrag is bij verre na niet gehaald, in november 2023 werd bekend dat de nabetaling zes miljoen euro was. iFood is gevestigd in Brazilië en is actief in Zuid-Amerika. Na de overname van het aandelenpakket is Movile, een dochteronderneming van Prosus, de enige aandeelhouder in iFood.
Op 13 november 2024 bracht Prosus een deel van zijn bezit in de Indiase maaltijdbezorger Swiggy naar de beurs. Swiggy haalde met de beursgang US$ 1,4 miljard en had een beurswaarde van US$ 12 miljard, het was de op één na grootste beursgang in India in 2024. Swiggy werd opgericht in 2014 en sinds 2017 heeft Prosus een belang. Swiggy is actief in 680 Indiase steden. Voor Prosus heeft de verkoop meer dan US$ 500 miljoen opgebracht en heeft nog altijd een kwart van de aandelen Swiggy in handen.
In december 2024 maakte Prosus bekend het Latijns-Amerikaanse onlinereisbureau Despegar over te nemen voor US$ 1,7 miljard. Despegar is actief in 19 Midden- en Zuid-Amerikaanse landen. Het werd in 1999 opgericht en kreeg in 2017 een beursnotering aan de New York Stock Exchange. Prosus nam eerder dit jaar al een belang in het Chinese onlinereisbureau Trip.com voor US$ 743 miljoen. 
Op 24 februari 2025 deed Prosus een bod op Just Eat Takeaway. Prosus biedt € 4,1 miljard of € 20,30 per aandeel. De raad van bestuur en de raad van commissarissen van Just Eat Takeaway staan achter het bod.

### Resultaten
De belangrijkste bijdrage aan het resultaat wordt geleverd door de bedrijven waarin Prosus heeft geïnvesteerd, maar die niet worden geconsolideerd. Dit wordt aangevuld met incidentele winsten op de verkoop van (deel)belangen. In 2022 heeft Prosus een klein aandelenbelang van 2% verkocht in Tencent hetgeen een incidentele winst opleverde van US$ 12 miljard.
| Jaar    | Omzet           | Bedrijfs- resultaat | Resultaat deelnemingen | Netto- resultaat | Werknemers |
| Jaar    | (× US$ miljoen) | (× US$ miljoen)     | (× US$ miljoen)        | (× US$ miljoen)  | Werknemers |
| ------- | --------------- | ------------------- | ---------------------- | ---------------- | ---------- |
| 2018/19 | 2655            | −422                | 3409                   | 4248             | 15.078     |
| 2019/20 | 3330            | −593                | 3930                   | 3715             | 20.524     |
| 2020/21 | 5116            | −1040               | 7095                   | 7399             | 23.390     |
| 2021/22 | 6886            | −859                | 9256                   | 18.594           | 30.413     |
| 2022/23 | 5765            | −1338               | 5174                   | 10.022           | 22.634     |
| 2023/24 | 5467            | −546                | 2810                   | 6590             | 21.046     |
| 2024/25 | 6170            | 173                 | 5703                   | 12.366           | 22.794     |

ABN AMRO · Adyen · AEGON · Ahold Delhaize · AkzoNobel · ArcelorMittal · ASMI · ASML · ASR Nederland · Besi · DSM-Firmenich · Exor · Heineken · IMCD · ING · KPN · NN Group · Philips · Prosus · Randstad · RELX · Shell · Unilever · Universal Music Group · Wolters Kluwer
AB Inbev ·
ABN AMRO ·
Accor ·
ADP ·
Adyen ·
AEGON ·
Ageas ·
Ahold Delhaize ·
AIB ·
Air Liquide ·
Airbus ·
Aker BP ·
AkzoNobel ·
ArcelorMittal ·
Argenx ·
ASMI ·
ASML ·
ASR Nederland ·
AXA ·
Banca Mediolanum ·
Banco BPM ·
Bank of Ireland ·
BioMérieux ·
BNP Paribas ·
Bouygues ·
Bureau Veritas ·
Capgemini ·
Carrefour ·
Crédit Agricole ·
Danone ·
Dassault Systèmes ·
DNB ·
DSM-Firmenich ·
EDP ·
Eiffage ·
Enel ·
ENGIE ·
Eni ·
Equinor ·
EssilorLuxottica ·
Eurofins Scientific ·
Euronext ·
Ferrari ·
FinecoBank ·
Galp Energia ·
Generali ·
Heineken ·
ING ·
Intesa Sanpaolo ·
INWIT ·
Ipsen ·
J. Martins ·
KBC ·
Kering ·
Kerry ·
Kingspan ·
Kongsberg Gruppen ·
KPN ·
Legrand ·
Leonardo ·
LVMH ·
Mediobanca ·
Michelin ·
Moncler ·
Mowi ·
NN Group ·
Norsk Hydro ·
Orange ·
Pernod Ricard ·
Philips ·
Poste Italiane ·
Prosus ·
Prysmian ·
Publicis ·
Recordati ·
Renault ·
Ryanair ·
Safran ·
Saint-Gobain ·
Sanofi ·
Schneider Electric ·
Shell ·
Snam ·
Société Générale ·
Sodexo ·
Stellantis ·
STMicroelectronics ·
Telenor ·
Tenaris ·
Terna ·
Thales ·
TotalEnergies ·
UCB ·
UMG ·
Unibail-Rodamco-Westfield ·
UniCredit ·
Unipol ·
Veolia Environnement ·
VINCI ·
Wolters Kluwer